# Yamaha Pacifica
Pour les articles homonymes, voir Pacifica.
La Yamaha Pacifica est une série de guitares électriques fabriquées par Yamaha.

## Présentation

### Histoire
La ligne de guitares Pacifica a été conçue en 1989 par Rich Lasner et son équipe en Californie. Le premier modèle, la USA1, s'inspire de la Telecaster tandis que la USA2 s'inspire de la Super Strat. En 1990 sort la Pacifica 604, avec un micro double et deux micros simples, et un vibrato. 
En 1999, le catalogue Yamaha comprend un modèle signature pour Mike Stern, inspiré de la Telecaster. 
En 2017, les Yamaha Pacifica sont divisées en cinq modèles : PAC100, PAC200, PAC300, PAC500 et PAC600, toutes inspirées de la Super Strat et déclinées selon le budget (faible à élevé). 

### Pacifica 112
La Pacifica 112, le modèle le plus vendu de la gamme, s'inspire de la Stratocaster. Elle comprend un micro double et deux micros simples, un vibrato, un manche en érable de 22 cases et un corps en aulne.
De par son faible prix, la Pacifica 112 est largement considérée comme un des meilleurs rapports qualité-prix parmi les guitares électriques pour débutants sur le marché dans les années 2010-2020. Elle est devenue avec les années un des modèles les plus vendus pour les débutants.

## Galerie

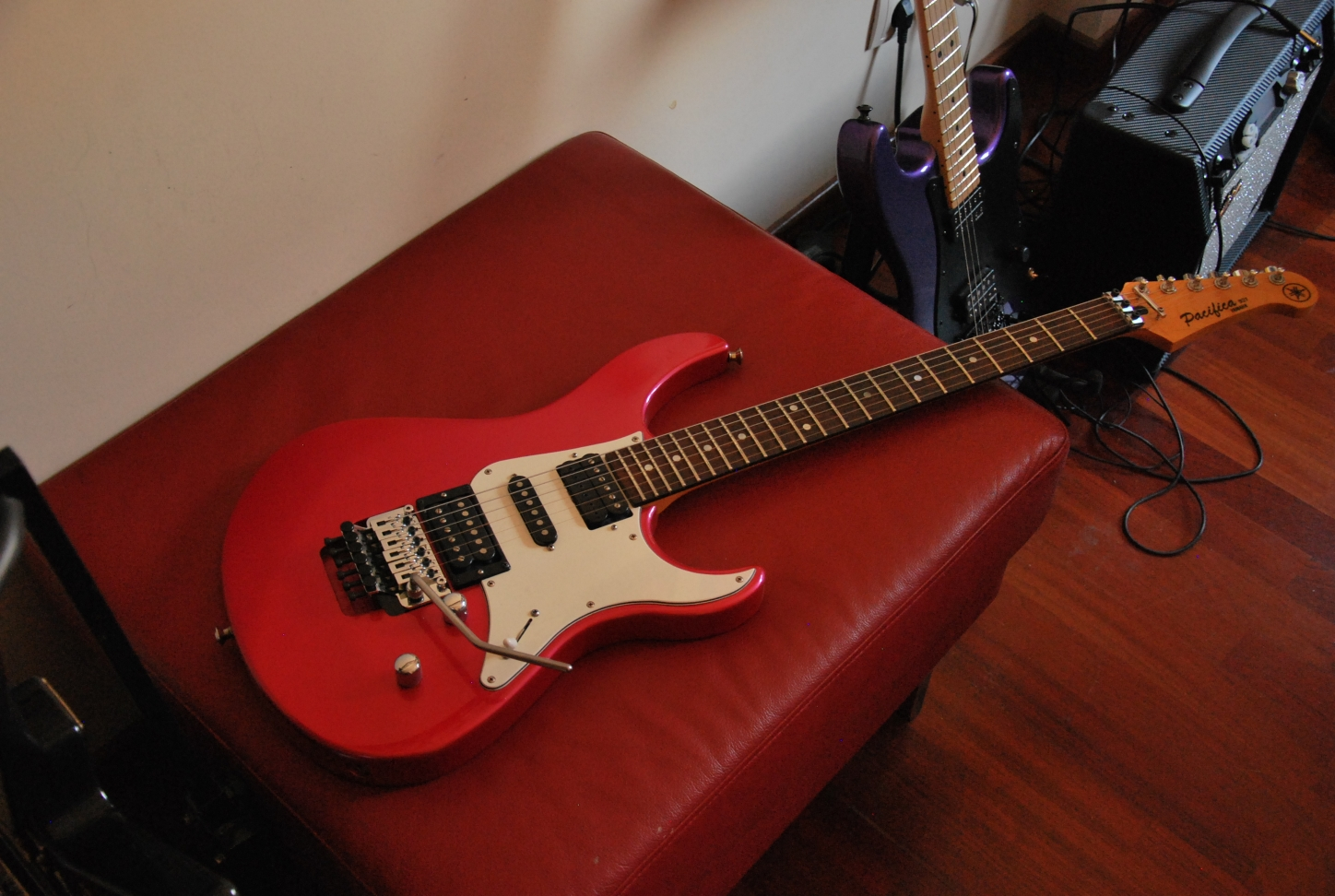
Yamaha Pacifica 921 de 1990, équipée de deux micros doubles et d'un micro simple au milieu, et d'un vibrato Floyd Rose.
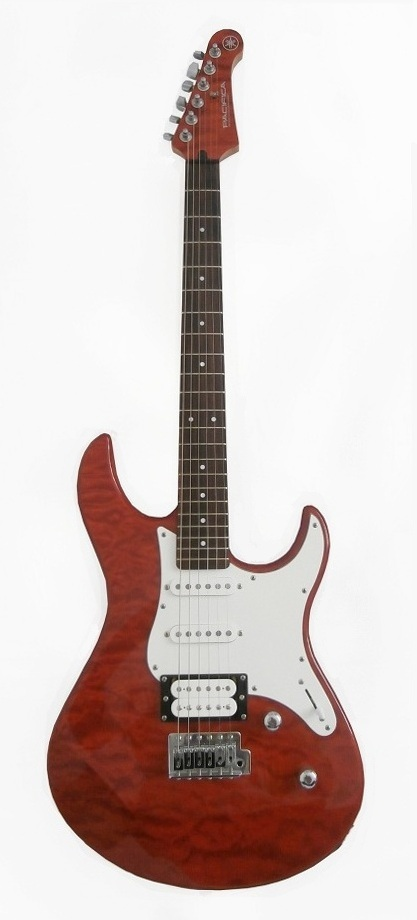
Yamaha Pacifica 212 VQM CMB (2015).
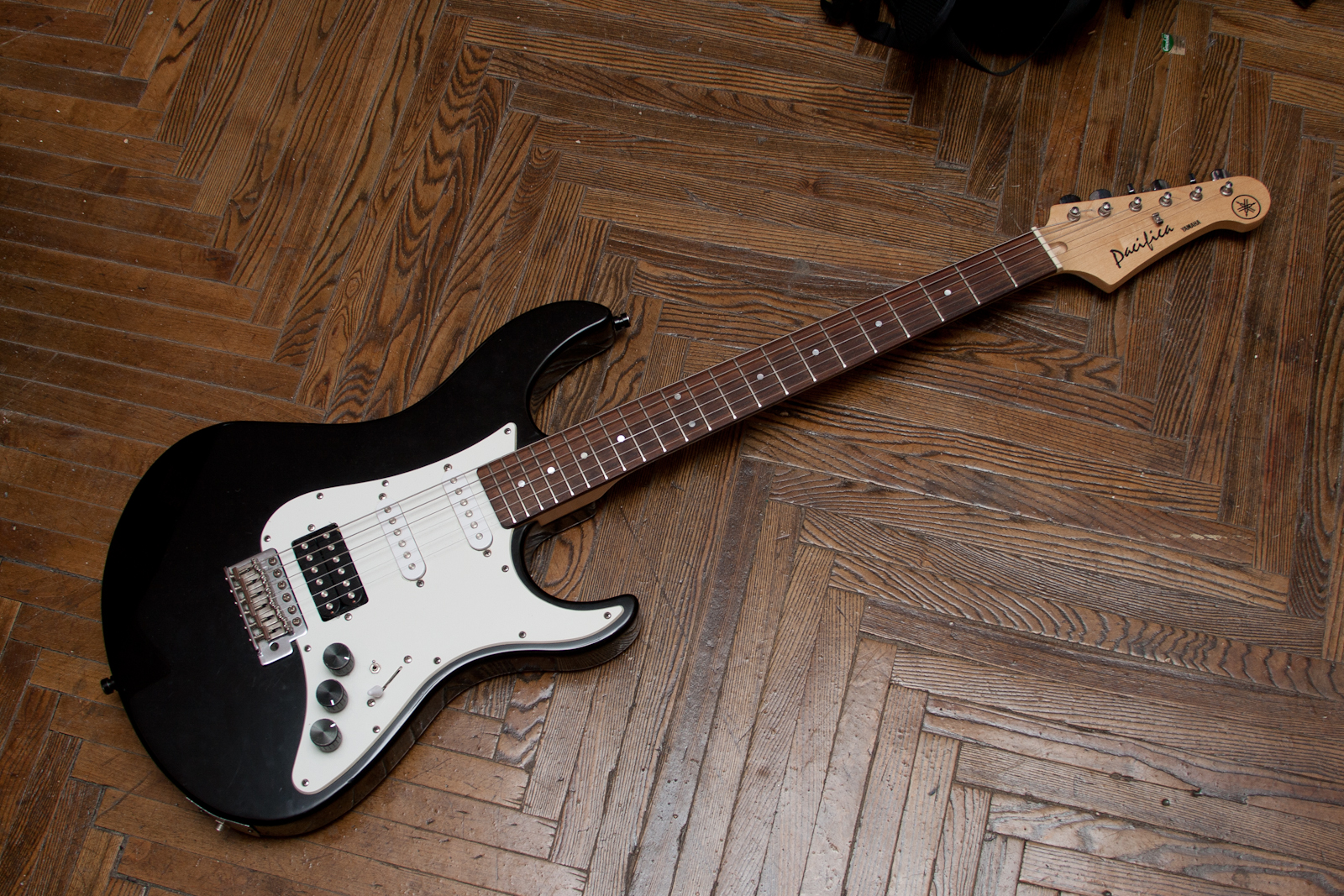
Yamaha Pacifica 012, un des modèles les moins onéreux de la série (2013).
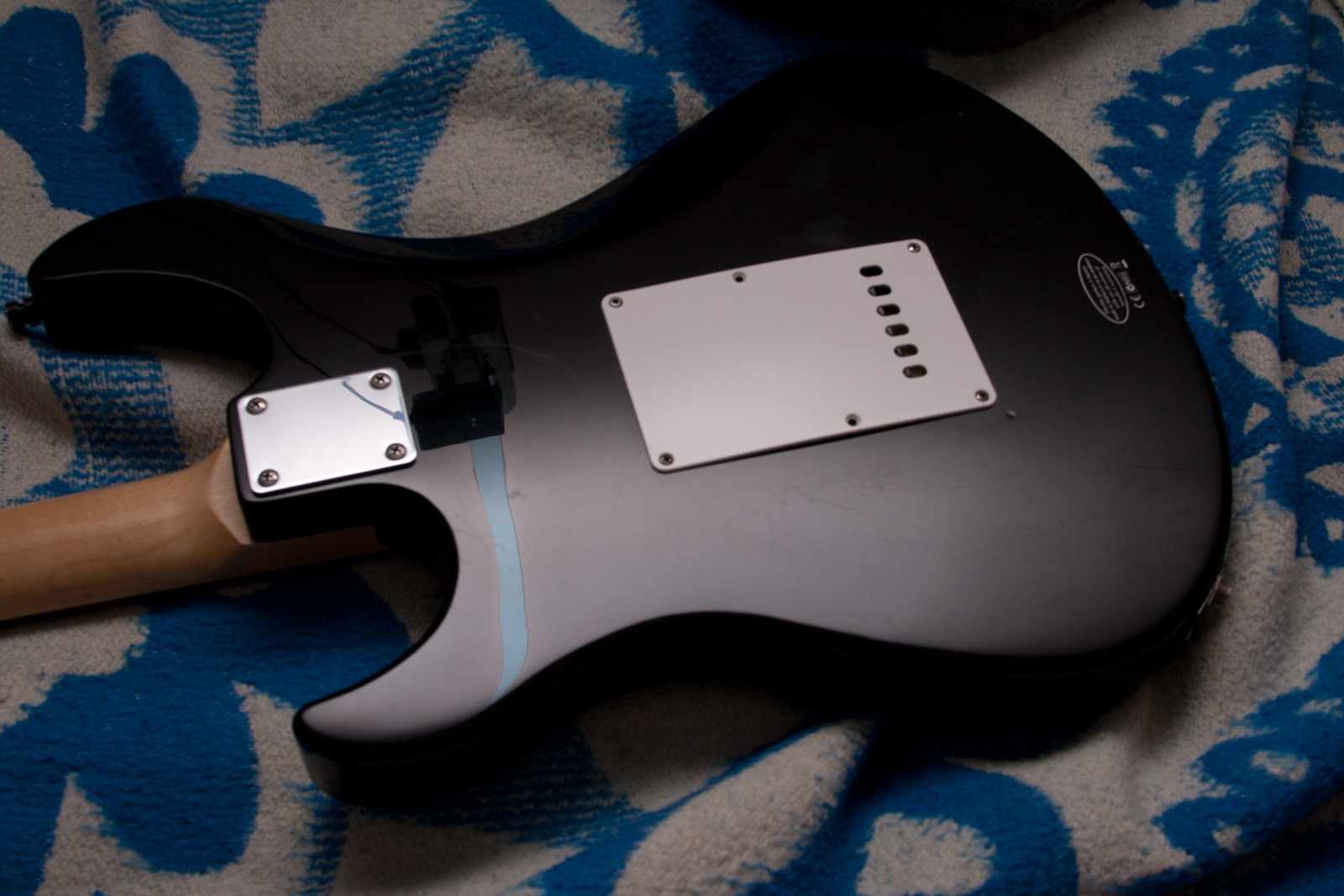
Arrière d'une Yamaha Pacifica 012.
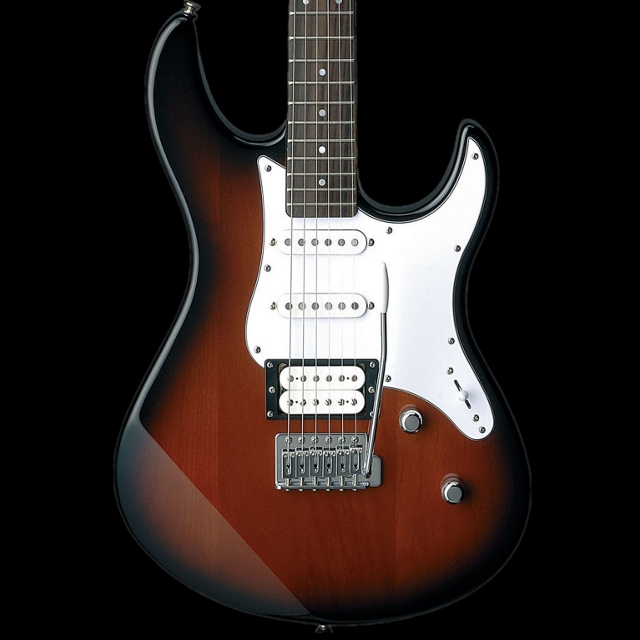
Yamaha Pacifica 112V. (2010)
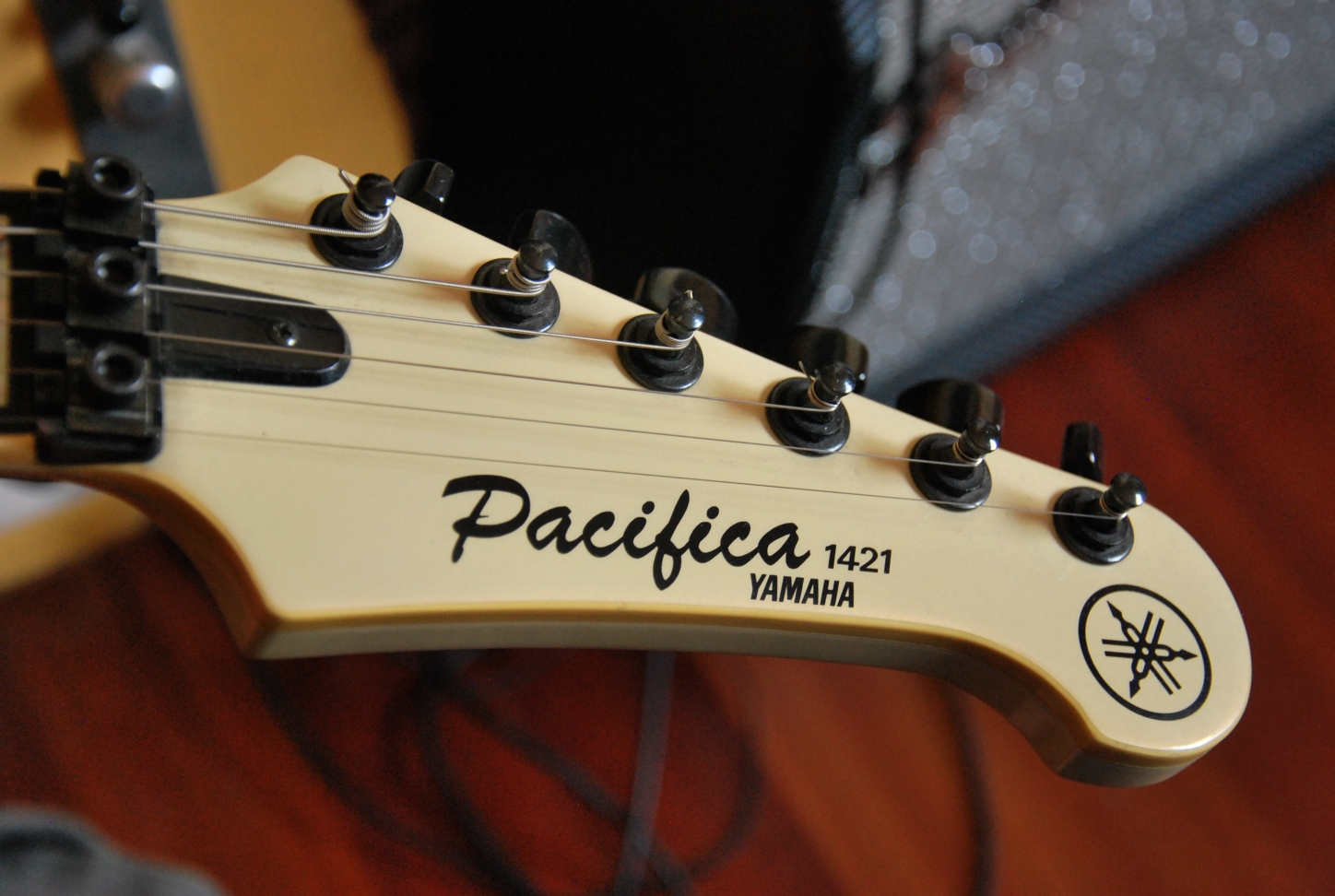
Tête d'une Yamaha Pacifica 1421 (avec un Floyd Rose).
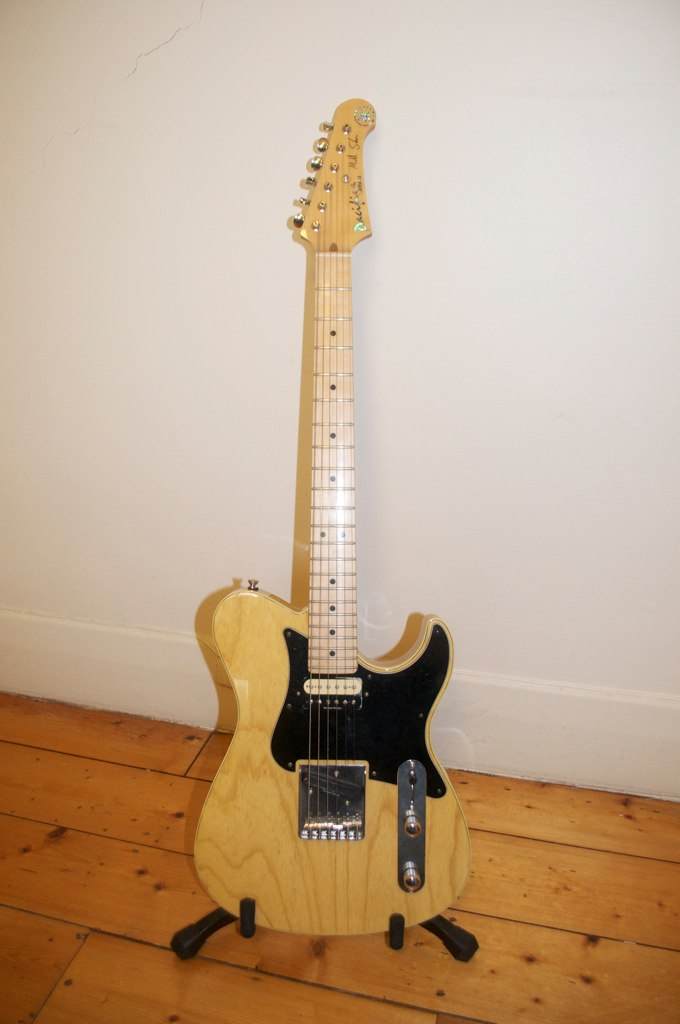
Yamaha Pacifica signature Mike Stern (PAC1511MS).